# Вела Пискова
Вела Василева Пискова (Ахмакова) е българска учителка, деятелка на Българската комунистическа партия (тесни социалисти) (БКП (т.с.))

## Биография и дейност
Родена е на 28 ноември 1889 г. в Търново в семейството на Васил Ахмаков и Неда Ахмакова (Стойнова). Нейните родители имат 4 деца, от които тя е най-малката – Кольо, Мара, Пенчо и Вела. Като ученичка в Педагогическата гимназия в Шумен участва в социалистически кръжок (1906). Член е на БРСДП (т.с.) от 1907 година. Учителка е в с. Каран Върбовка (1907 – 1908), Табачка и Батишница (1908 – 1910), околия Бяла (Русенско).
През 1908 г. на 18-годишна възраст Вела се омъжва в Шумен за Пеньо (Петко) Иванов Писков (роден на 12 юни 1884 г. в Шумен) и остава да живее в родния му град. На 7 август 1909 г. се ражда синът им Камен Пенев Писков – български шахматист и треньор по шахмат, преподавател във Военна академия „Георги Раковски“ в София.
Вела Пискова завършва физика в Софийския университет (1917), след което е учителка в „Нанчовата“ девическа и мъжка гимназия в Шумен.
Организаторка е на женското антивоенно движение в Шумен през Първата световна война (1915 – 1918). Развива активна обществено-политическа дейност през периода 1918 – 1925 г. Деятелка на Учителската социалдемократическа организация. През 1921 г. със семейството си се премества в Бяла Слатина. Там участва в Септемврийското въстание от 1923 г. като ръководител на бойни групи и комендант на града – първата жена-комендант. След разгрома на въстанието се завръща в Шумен и през 1924 – 1925 г. е първата жена секретар на Окръжния комитет на БКП (т.с.) Тя ръководи военната организация на БКП (т. с.) в Шумен и Русе.
Убита е на 29 март 1925 г. в сражение с полицията в Русе. Същата година след провал в ОК на БКП (т.с.) нейният съпруг е арестуван и осъден на 10 години затвор, а синът им 15-годишен емигрира в СССР.
След 1944 г. къщата в Шумен, в която е живяла Вела Пискова, е превърната в музей. През 1954 година в Шумен на входа на градската градина е открит неин паметник, изработен от скулптора Велислав Чалъков.
В годините на социализма в нейна памет са наречени девическа професионална гимназия (1957 – 1962), икономически техникум (1962 – 1990) и шивашко предприятие (1967 – 1989) в Шумен, текстилен завод и средно общообразователно училище в Русе, средно професионално училище във Видин, основно училище във Велико Търново и др.